# Am Eisernen Tor (Graz)

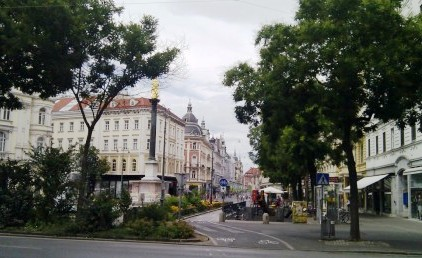
Am Eisernen Tor

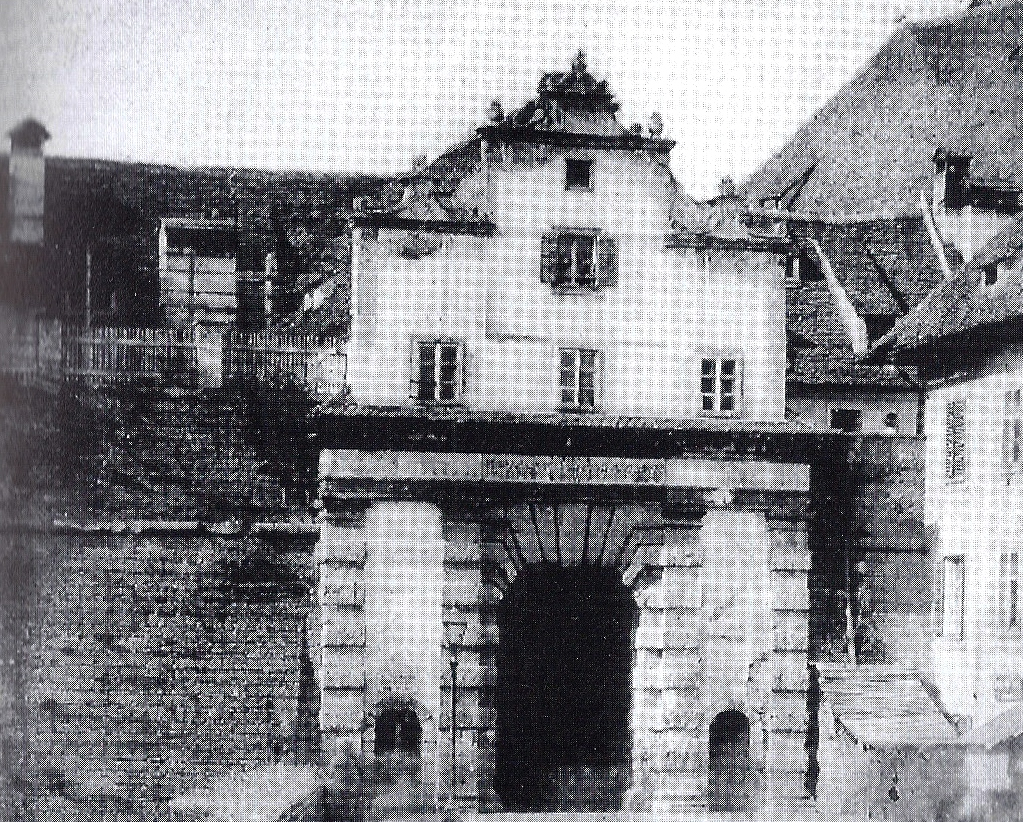
Eisernes Tor, privită din exterior înainte de 1860

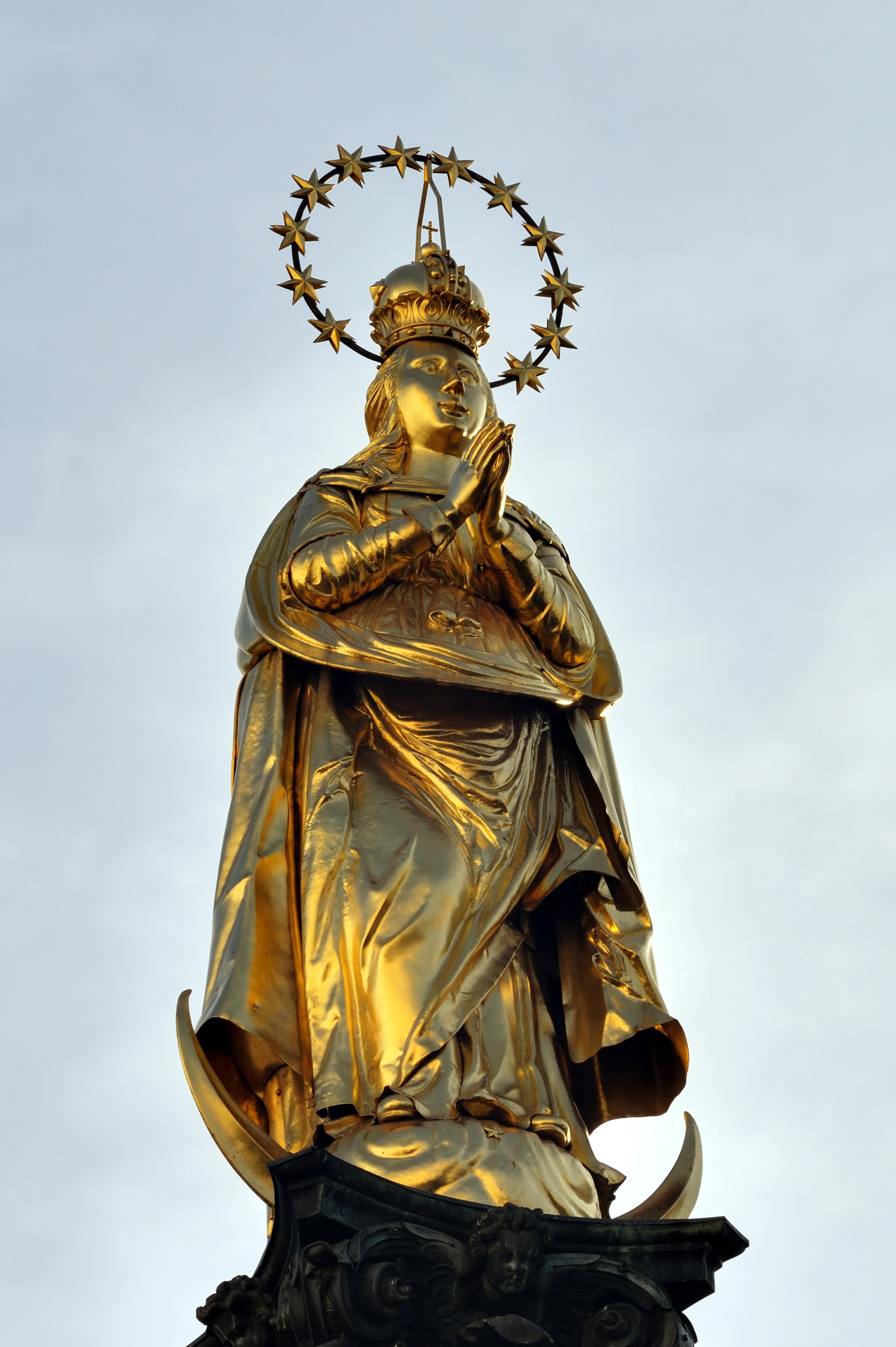
Statuia din vârful coloanei Mariei (Mariensäule)

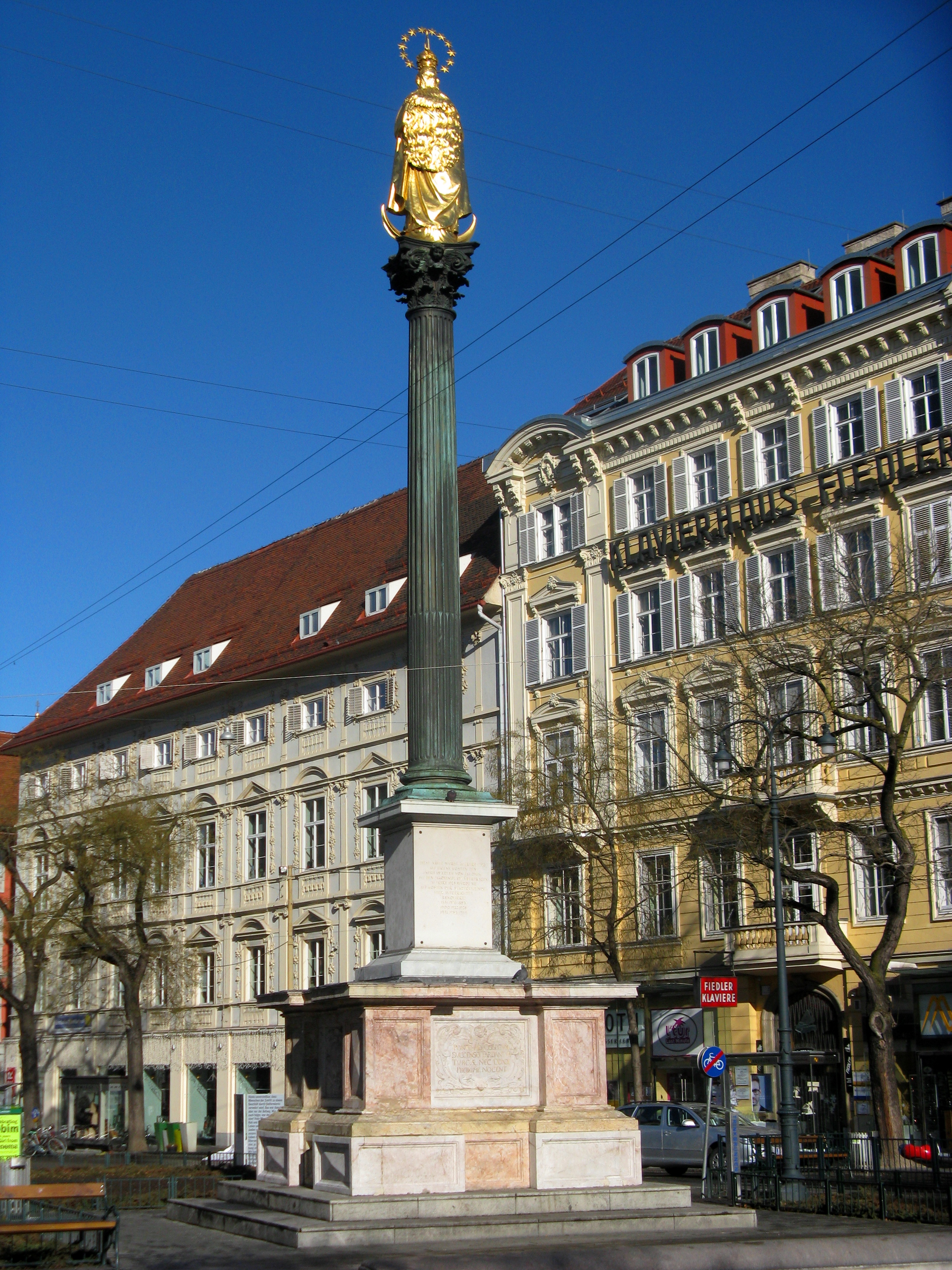
Coloana Mariei în Piaţa Am Eisernen Tor

Piața Am Eisernen Tor (în germană Poarta de Fier) este o piață de formă triunghiulară situată între Opernring și Herrengasse în districtul I Innere Stadt al orașului Graz și a fost numită după fosta poartă a orașului. Obiectivele importante ale pieței sunt fântâna (1928) proiectată de Tassilo Hüller și Coloana Mariei (în germană Mariensäule). Între anii 2003 și 2007 chiar lângă Coloana Mariei s-a aflat așa-numitul Marienlift.

## Poarta de Fier
Vechile ziduri ale ghetoului evreiesc din Graz, de la Herrengasse, pe atunci Bürgergasse, au fost sparte în secolul al XV-lea, fiind realizată o poartă timpurie prin care s-a extins strada. După desființarea ghetoului în anul 1439 a început construcția porții. Poarta Eiserne Tor (în germană Poarta de Fier), numită și Ungartor, și-a luat numele de la porțile de fier sau de la clădirea în care se aflau depozitate armele din fier. O etimologie exactă este greu de aflat. Se poate ca denumirea să provină și prin alterarea cuvântului „äußeres” (exterior) în „eisernes” (de fier).
Datorită extinderii orașului către sud vechea poartă a trebuit să fie distrusă. La mijlocul secolului al XVI-lea a început să fie construite clădiri în stilul Renașterii târzii sub conducerea inginerului militar Domenico dell’Allio, constructorul clădirii Landhaus din Graz. Noul loc al Porții de Fier, care semăna din punct de vedere vizual cu Paulustor, se afla la nivelul străzii Hans-Sachs-Gasse. În clădirea unde se afla poarta era amenajat arestul poliției. Un pod din lemn se afla în fața porții și traversa fostul șanț din jurul zidurilor. Construcția arterei Ringstraße în secolul al XIX-lea și demolarea zidurilor au determinat distrugerea Porții de Fier în anii 1859 și 1860. Locul porții este amintit astăzi de o piață care poartă același nume.

## Coloana Mariei
Coloana Mariei (denumită și Coloana turcească) formează împreună cu fântâna un ansamblu în Piața Eisernen Tor. Ea se află la capătul sudic al arterei de circulație Herrengasse. Coloana votivă a fost finalizată în 1670 ca un semn de mulțumire pentru victoria austriecilor la 1 august 1664 în bătălia împotriva turcilor de la Mogersdorf sub conducerea contelui Raimondo Montecuccoli. Proiectul coloanei, care este dedicată Neprihănitei Zămisliri a Sfintei Fecioare Maria, îi este atribuit lui Domenico Sciassia, sculpturile în piatră au fost realizate de Abbondia Bolla și axul coloanei de Adam Roßtauscher. Arnold Schandernell din Augsburg a fost responsabil cu ridicarea coloanei din cupru.
Înălțată inițial în Karmeliterplatz, Coloana Mariei a fost mutată în Jakominiplatz în anul 1796 pe cheltuiala lui Kaspar Andreas von Jacomini și scoasă de acolo în 1927. Locul unde s-a aflat era situat pe locul unde se intersectează astăzi liniile tramvaielor 1, 3, 6 și 7. Coloana a fost amplasată pe locul actual în 1928, după planurile lui Tassilo Hüller, care a proiectat și fântâna din Piața Am Eisernen Tor.
Coloana este amplasată pe o bază pătrată din marmură de Salzburg cu un podium în trepte. Cele patru cartușe ale soclului conțin inscripții. În vârful coloanei corintice din bronz se află statuia aurită a Fecioarei Maria, care a fost realizată după modelul statuii Mariensäule Am Hof realizate la Viena în 1646.

## Imagini

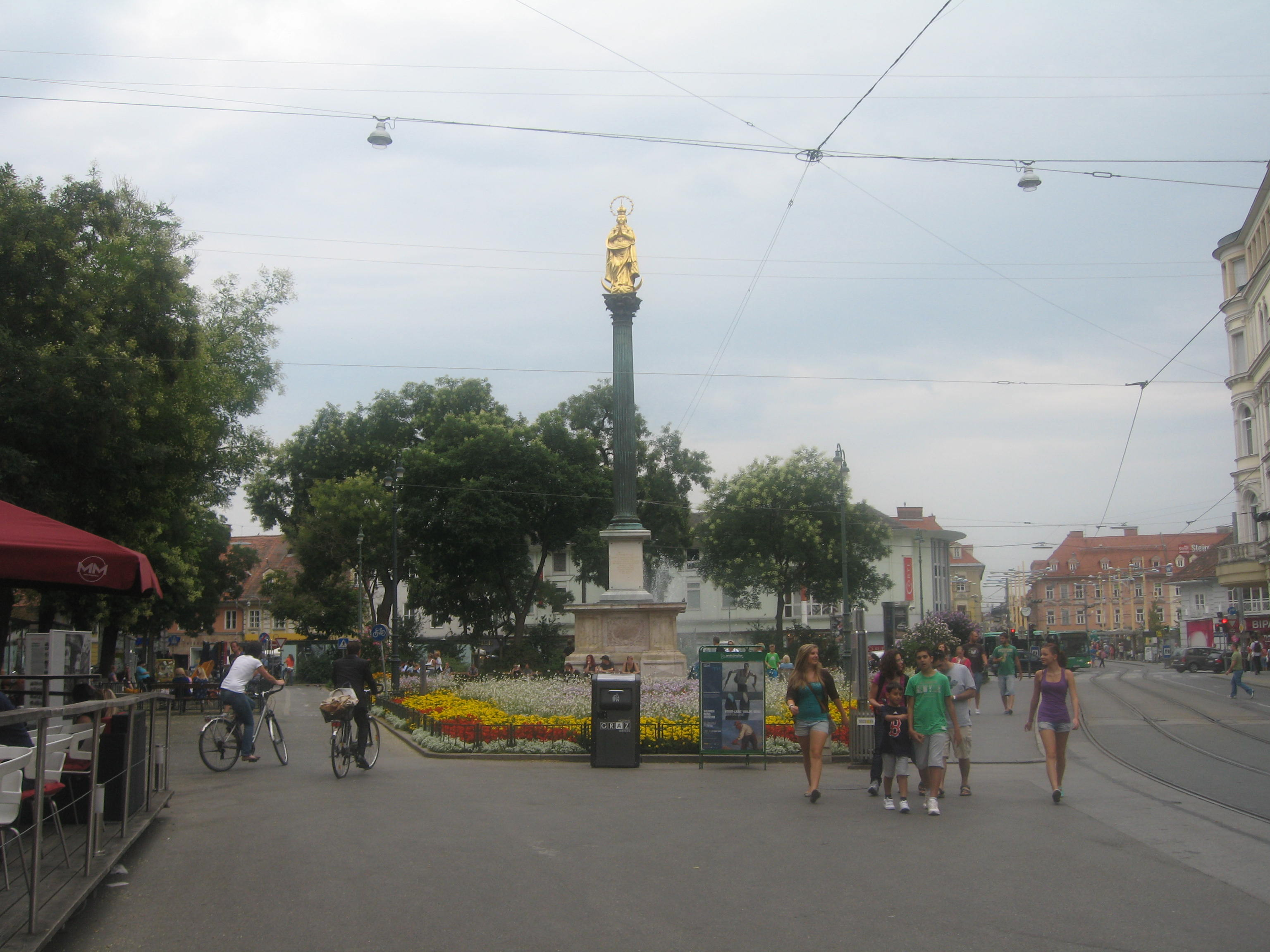
Piaţa Am Eisernen Tor văzută dinspre Herrengasse
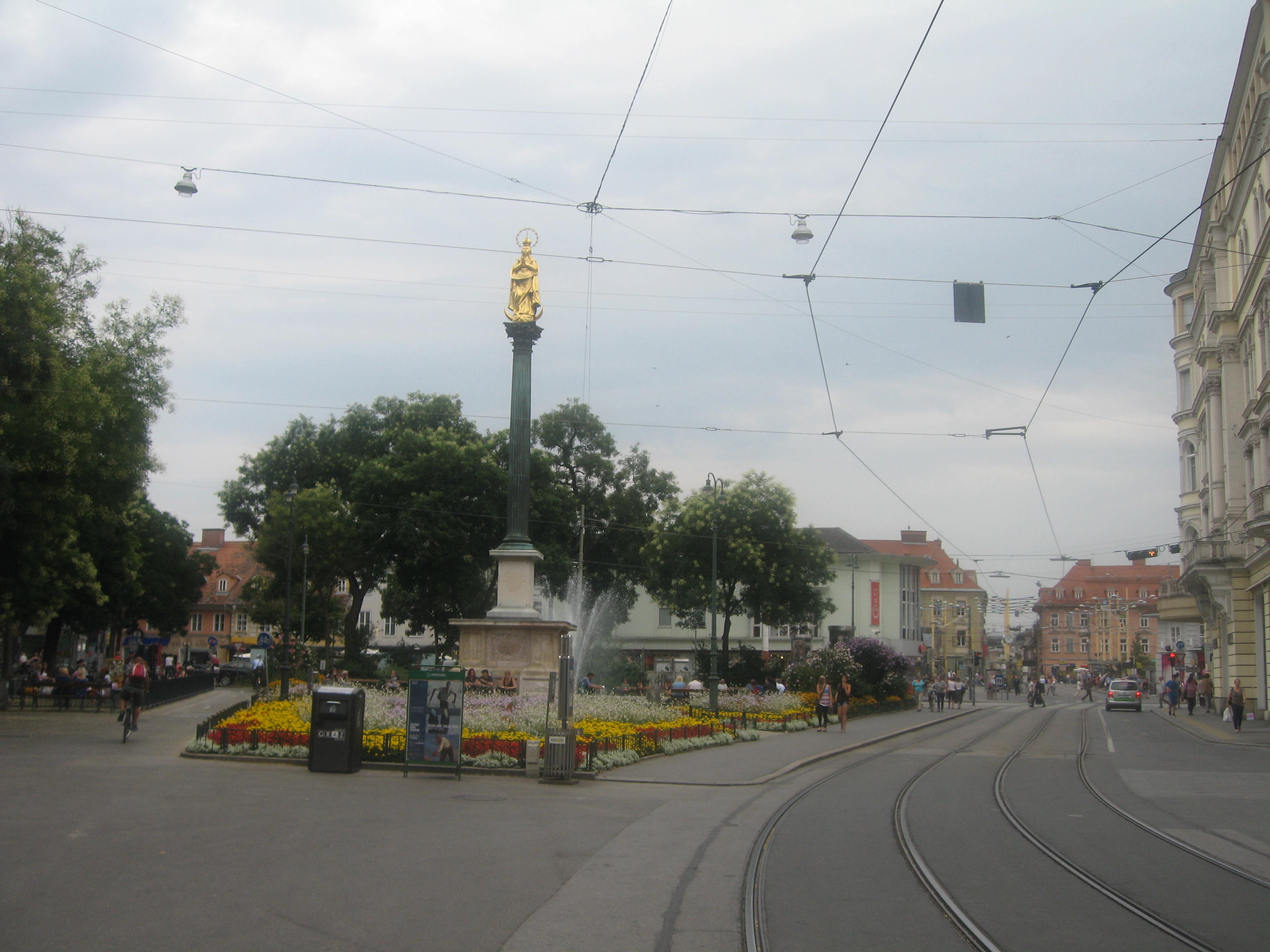
Piaţa Am Eisernen Tor văzută dinspre Herrengasse
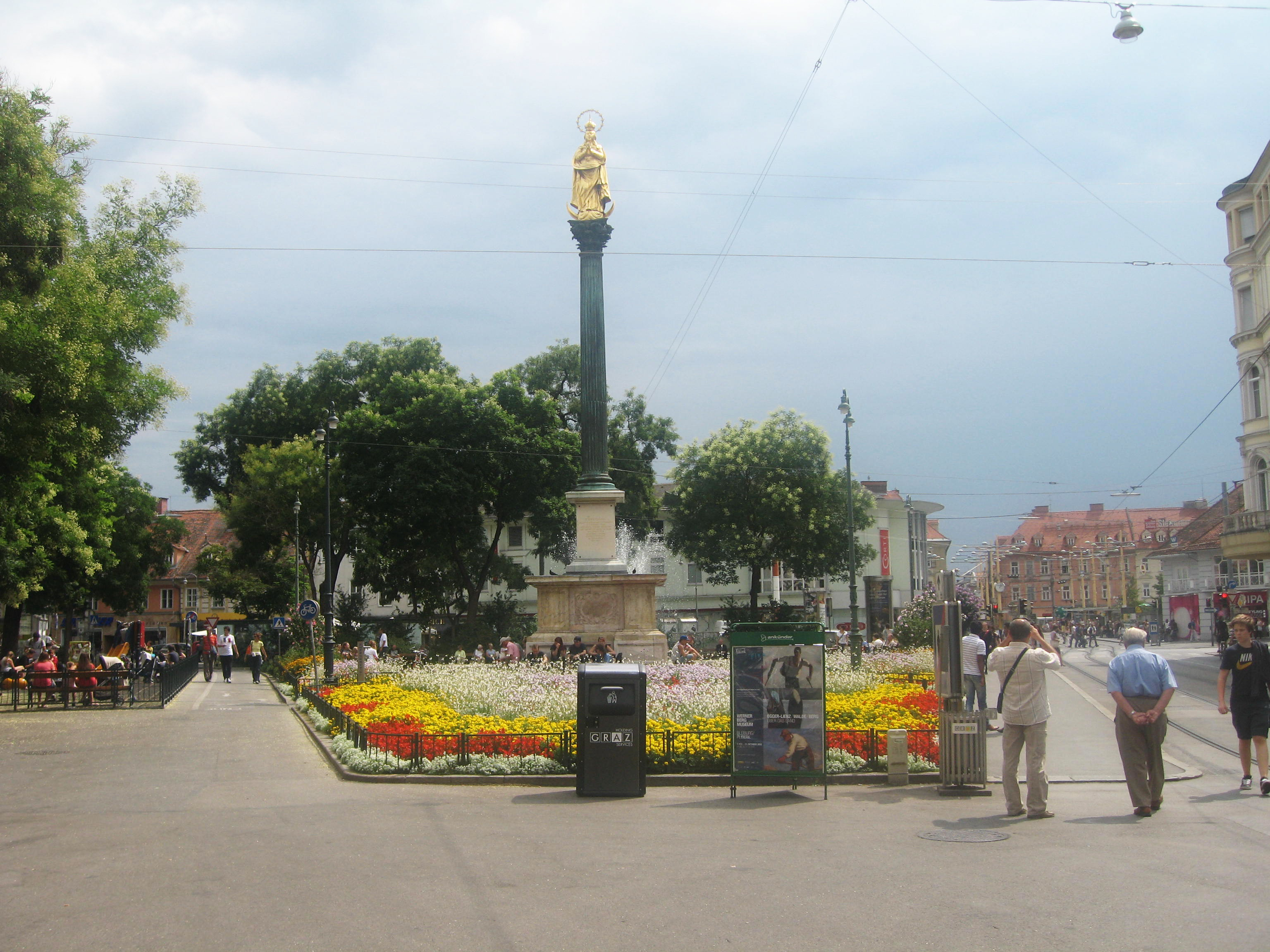
Piaţa Am Eisernen Tor cu Coloana Mariei
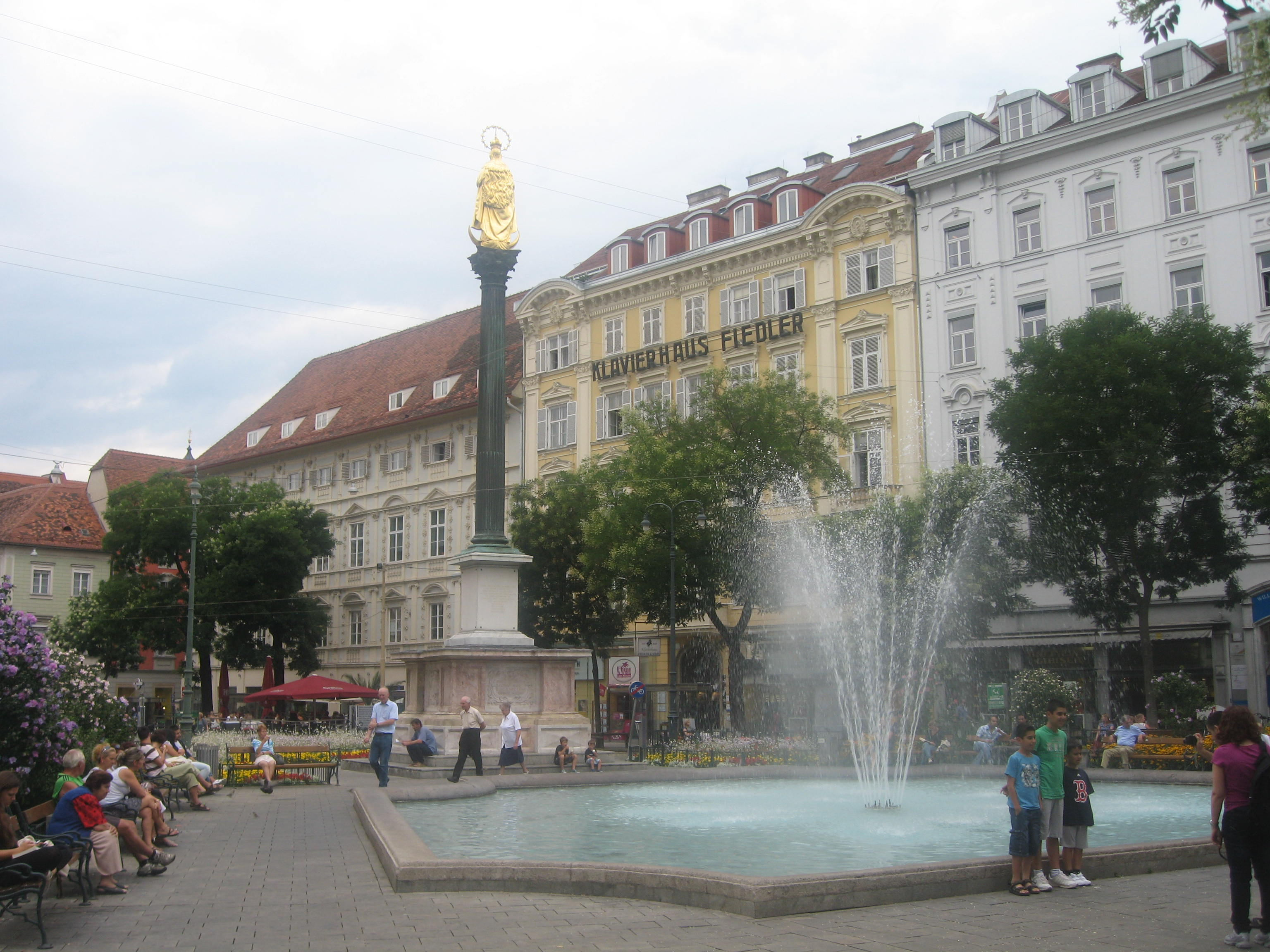
Coloana Mariei şi fântâna
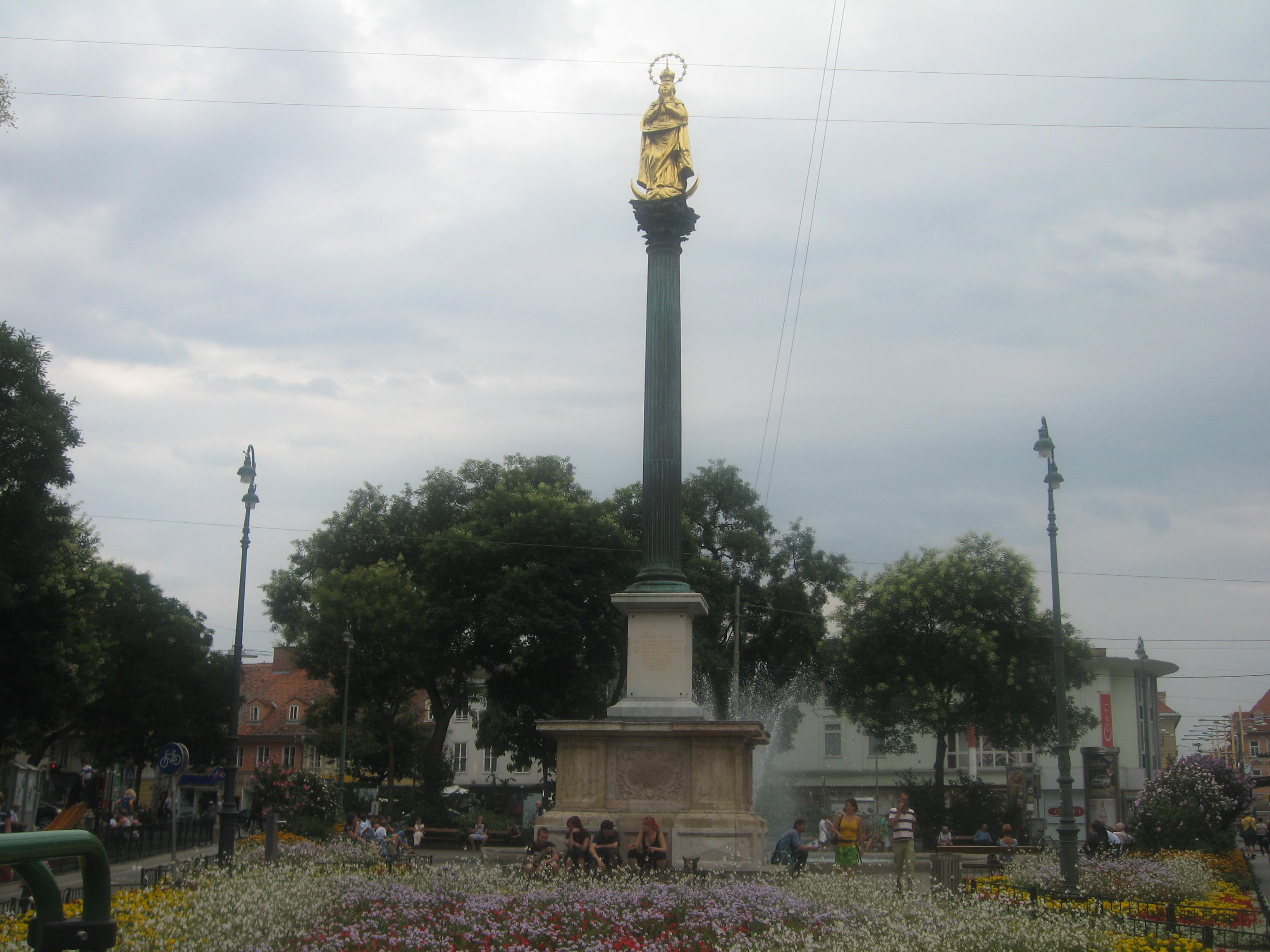
Coloana Mariei
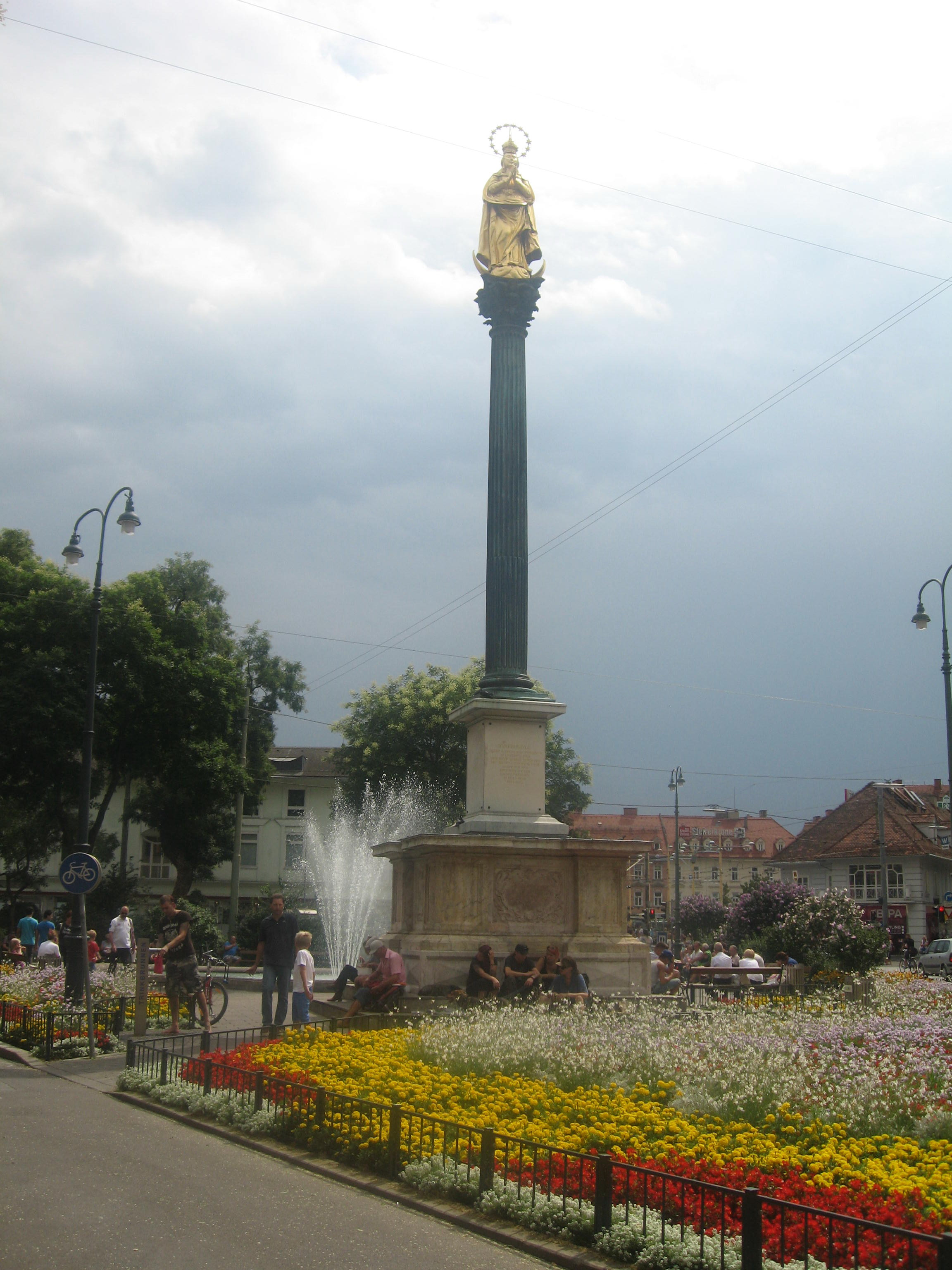
Coloana Mariei